# Шрек (персонаж)
Шрек (англ. Shrek) — вигаданий велетень-людожер (огр), створений американським письменником Вільямом Стейгом. Шрек — головний персонаж однойменної книги та однойменної франшизи компанії «DreamWorks Animation», а також однойменного мюзиклу. Ім'я «Шрек» походить від німецького слова «Schreck», що означає «переляк» або «страх». У фільмах Шрека озвучує Майк Маєрс, а у мюзиклі роль Шрека переважно виконує Брайан д'Арсі Джеймс.
21 травня 2010 року Шрек отримав свою зірку на Голлівудській алеї слави в Лос-Анджелесі. У червні 2010 року журнал «Entertainment Weekly» помістив Шрека на 15 сходинку у списку «100 найкращих персонажів останніх 20 років».

## Створення персонажа для фільму
Коли 1991 року Стівен Спілберг викупив права на книгу, він планував, що роль Шрека втілить Білл Мюррей. У певний момент роль Шрека також пропонувалась Ніколасу Кейджу, але той відхилив пропозицію. 1996 року DreamWorks найняв Кріс Фарлі, аби той озвучив персонажа.
Фарлі записав 80-90 % діалогів, але помер у грудні 1997 року, так і не закінчивши проєкт. Як результат, робота над фільмом анулювалась, а розкадрування та сесії звукозапису завдали збитків на 34 млн доларів. Сценарист «Шрека» Террі Россіо назвав виконання Фарлі «дивовижним». У серпні 2015 року запис Фарлі з 1997 року, що озвучує персонажа, з'явився в інтернеті.
У серпні 1998 року DreamWorks найняла на роль Шрека Майка Маєрса, який наполягав на цілковитому перегляді сценарію, аби той цілком відрізнявся від версії Шрека, записаного Фарлі. У лютому 2000 року Маєрс закінчив озвучення персонажа, але після чорнового монтажу, забажав переписати усі фрази з шотландським акцентом. Почувши альтернативний варіант, Катценберг погодився переписати сцени.
Деякі ранні ескізи Шрекового будинку робилися у 1996—1997 за допомогою Photoshop, на яких Шрек жив на звалищі неподалік села Ворт Крік, де жили люди. В якийсь момент, Шрек навіть жив разом із батьками, тримаючи протухлу рибу у своїй кімнаті. Зрештою, арт-директор Дуґлас Роджерс відвідав плантацію магнолій в Чарлстоні (Південна Кароліна), що надихнуло його на створення Шрекового болота.

## Інше
Шрек також з'являється в театральному мюзиклі, прем'єра кого відбулася 2008 року і є адаптацією однойменного фільму 2001 року. Роль Шрека в мюзиклі вперше виконав Брайан д'Арсі Джеймс, який номінувався на премію «Тоні». Сам персонаж і сюжет фактично залишилися без змін, лише незначні деталі відрізняють мюзикл від фільму. Серед інших акторів, які виконали роль Шрека: Бен Крофорд (Бродвей), Ерік Петерсен (Національний тур), Джейкоб Мінт-Трент (Бродвейський дублер), Девід Фолі-молодший (дублер Національного туру), а з 2011 року — Нігел Ліндсей (Вест Енд).
21 травня 2010 року Шрек отримав свою зірку на Голлівудській алеї слави в Лос-Анджелесі.
Шрек з'являється у відеогрі «Tony Hawk's Underground 2» як гравець, якого треба розблокувати, а також у «Madagascar Kartz» та «DreamWorks Super Star Kartz» як ігровий персонаж.
Крім того, Маєрс використав голос Шрека як камео у мінісеріалі від «Нетфлікс» — «Пантаверат» (2022).

## Інтернет-меми
На сторінках соцмереж, Шрек з'являється як персонаж різних інтернет-мемів. Популярність Шрека приписується іміджборду «ShrekChan», який існував в 2012—2014 роках. Фани Шрека називали себе «брограми», на зразок «броні», терміну, яким окреслювали себе члени фандому My Little Pony. Меми зі Шреком часто містили графічний матеріал, в яких з'являлися секс, наркотики та насильство, завдяки їхньому потенціалу викликати шок. Найвідомішим мемом став «Шрк — кохання, Шрек — життя» (англ. Shrek is love, Shrek is life), анімація, створена завдяки Source Filmmaker, де Шрек займається анальним сексом з хлопцем, який є його шанувальником.
Пісня гурту The Smash Mouth «All Star» також стала мемом, після виходу першого фільму про Шрека.